# Flaming
Flaming — пісня групи Pink Floyd з альбому 1967 року The Piper at the Gates of Dawn. Представлена на першій стороні LP четвертим за рахунком треком. Автором музики і слів пісні є Сід Барретт, він же виконав вокальну партію в записі пісні, після відходу з групи Барретта вокальну партію виконував або Роджер Вотерс або Девід Гілмор.
Flaming не ввійшла до американської версії альбому The Piper at the Gates of Dawn, але вийшла 6 листопада 1967 в США у вигляді синглу з піснею «The Gnome» на другій стороні, аранжування Flaming при цьому відрізнялося від альбомного. 1992 року версія Flaming з синглу ввійшла до збірника A CD Full Of Secrets, що вийшов у США.

## Виконання на концертах
Flaming виконували музикантами групи Pink Floyd в Парижі 20 лютого 1968 року в музичній програмі Bouton Rouge. Пісню відкривала мелодія, яку Вотерс зіграв на джазовій флейті (англ. Slide whistle), вокальну партію виконував Гілмор. Це концертний виступ, в якому поряд з «Flaming» звучали також композиції «Astronomy Domine», «Let There Be More Light» і «Set the Controls for the Heart of the Sun» 24 лютого було показано в телеефірі каналом ORTF2.
Концертні версії пісні також записувалися для BBC різними складами гурту і для французької телевізійної передачі «Tous en Scene», яка була знята 31 жовтня 1968 року і показана по ORTF2 26 листопада.

## Цікаві факти
- В процесі роботи над піснею музиканти Pink Floyd використовували записи співу зозулі, дзвону дзвіночків і інші «природні звуки», взяті з колекції студії Abbey Road[7].

## Учасники запису
- Сід Барретт — гітара, вокал;
- Роджер Вотерс — бас-гітара, вокал;
- Річард Райт — клавішні, вокал;
- Нік Мейсон — ударні.